# Méligny-le-Petit
Méligny-le-Petit ist eine französische Gemeinde mit 74 Einwohnern (Stand 1. Januar 2022) im Département Meuse in der Region Grand Est (vor 2016 Lothringen). Sie gehört zum Arrondissement Commercy, zum Kanton Vaucouleurs und zum Gemeindeverband Commercy-Void-Vaucouleurs.

## Geografie
Die Gemeinde Méligny-le-Petit liegt in einem Seitental der Barboure auf dem Plateau zwischen den Flüssen Maas und Ornain, etwa 15 Kilometer südwestlich von Commercy.  Umgeben wird Méligny-le-Petit von den Nachbargemeinden Méligny-le-Grand im Norden und Nordosten, Bovée-sur-Barboure im Osten, Reffroy im Süden, Marson-sur-Barboure im Südwesten sowie Saulvaux im Westen und Nordwesten. Im Süden des Gemeindegebietes stehen fünf Windkraftanlagen.

## Bevölkerungsentwicklung
| Jahr                       | 1962 | 1968 | 1975 | 1982 | 1990 | 1999 | 2006 | 2011 | 2019 |
| Einwohner                  | 69   | 73   | 67   | 73   | 75   | 58   | 63   | 79   | 78   |
| Quellen: Cassini und INSEE |      |      |      |      |      |      |      |      |      |

## Sehenswürdigkeiten
- Kirche L’Invention-de-Saint-Étienne
- Denkmal für die Gefallenen des Ersten Weltkriegs

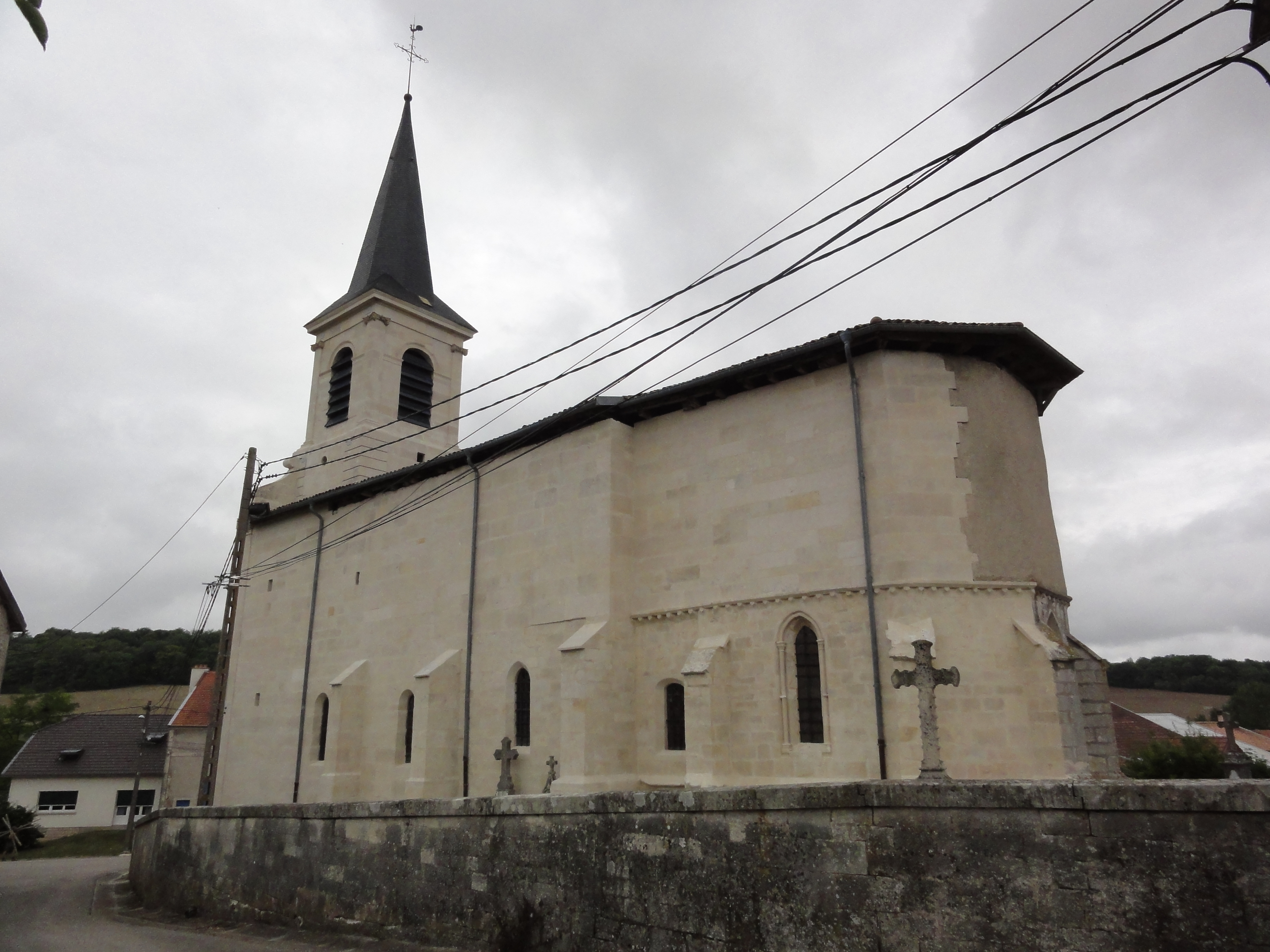
Kirche L’Invention-de-Saint-Étienne
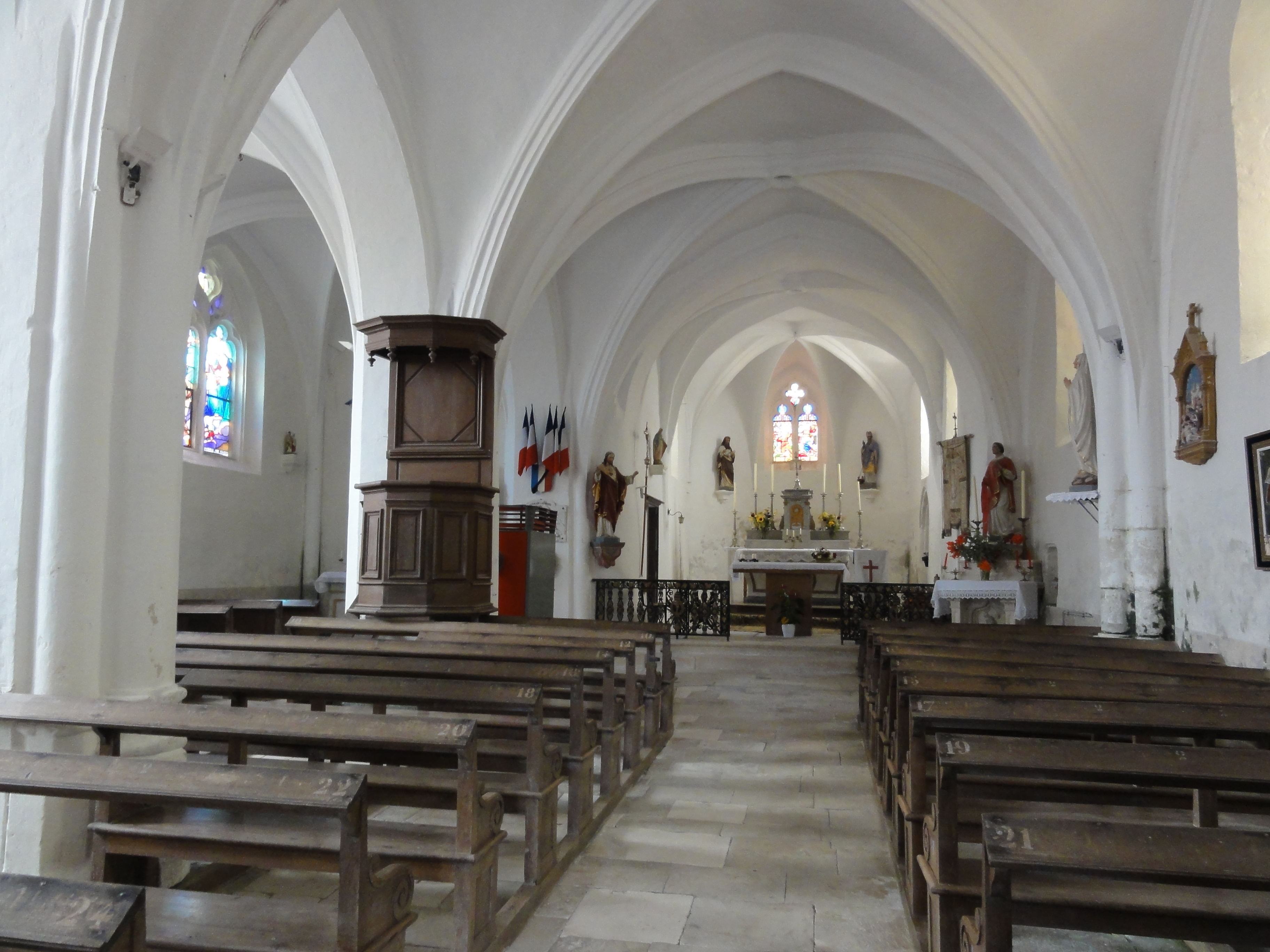
Innenansicht der Kirche L’Invention-de-Saint-Étienne
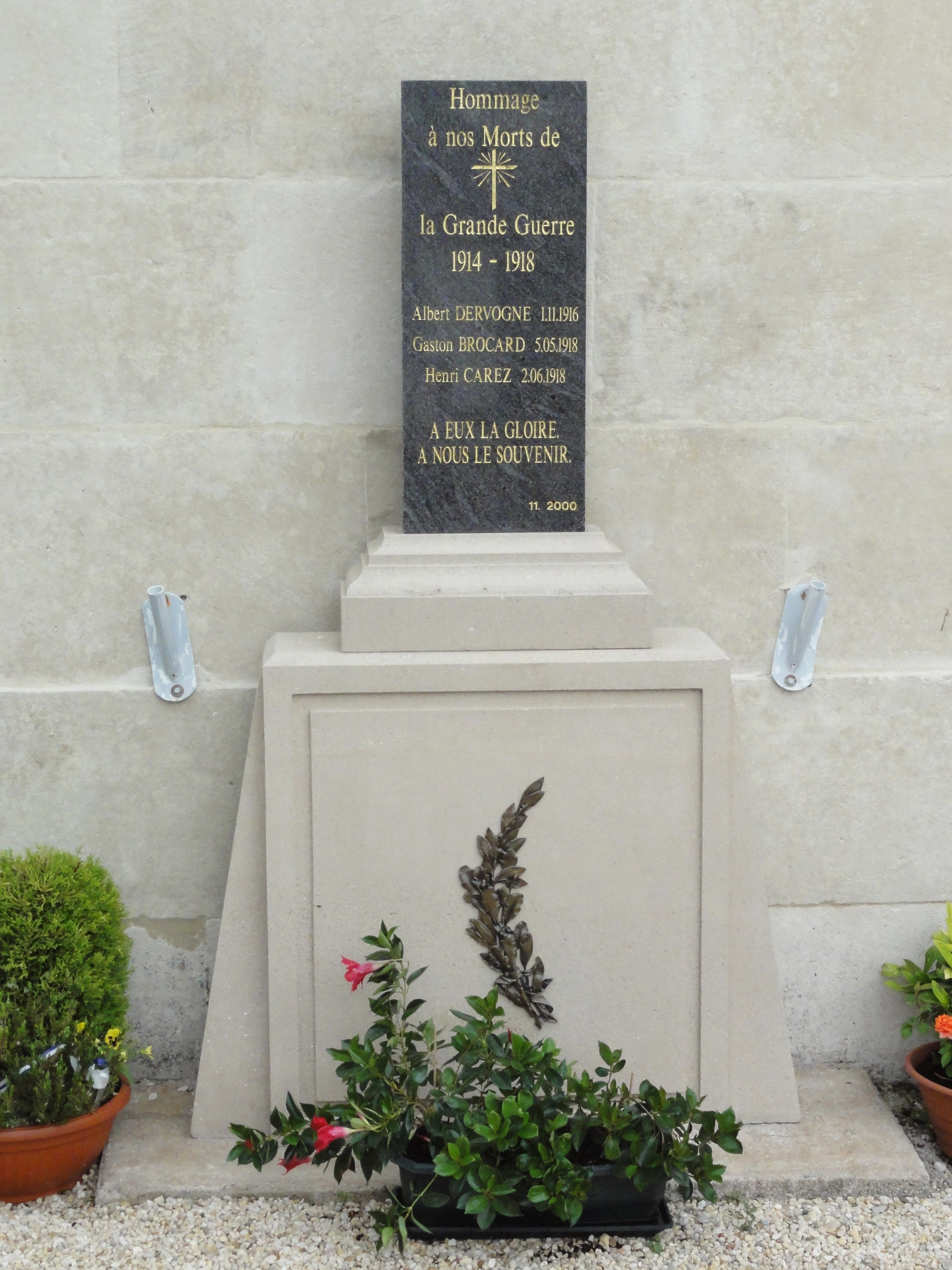
Gefallenendenkmal